# Yens
Yens is een gemeente en plaats in het Zwitserse kanton Vaud, en maakt deel uit van het district Morges.
Yens telt 978 inwoners.